# Banner János
Banner János (Székudvar, 1888. március 6. – Budapest, 1971. június 29.) ősrégész, néprajztudós, egyetemi tanár, a történelemtudományok doktora (1957).
Kutatási területe: Tárgyi néprajz. Ősrégészeti kutatás-történet. Újabb kőkor, rézkor, bronzkor. Helyi régészeti és őskori művelődési korszakok monográfiái.

## Élete
A kolozsvári Ferenc József Tudományegyetem történelem-földrajz szakán végzett. 1910-ben doktorált és egy évvel később (1911) középiskolai tanári oklevelet szerzett. Makón, a Csanád Vezér Reálgimnáziumban (a mai József Attila Gimnázium), majd Jászberényben volt gimnáziumi tanár 1911-ben. 1913-tól a Jászberényi Múzeum őre volt. Régészet-néprajz szakos végbizonyítványt kapott 1914-ben. 1913-1917 között gyakornokoskodott a kolozsvári Erdélyi Múzeum Régiségtárában. Itt lett szakképzett muzeológus. A szegedi főreáliskola tanára volt 1920-1923 között. 1922-ben a szegedi Ferenc József Tudományegyetemen Magyarország tárgyi néprajza, kapcsolatban az ország demográfiájával, különös tekintettel az Alföldre és Délmagyarországra témakörben magántanárrá habilitálták. A szegedi Régiségtudományi tanszéken dolgozott 1924-1946-ig, 1937-1946 között ő volt a tanszékvezető. Dékán volt 1940–1941-ben. 1940-1944 között a Diákjóléti és Diákvédő Iroda elnöki tisztét is ő töltötte be. Szakmájából eredően gyakran tett rövid tanulmányutakat a közeli és a szomszédos országokban: Ausztria (1923, 1926, 1929), Németország (1929, 1937, 1958), Görögország (1933, 1934), Jugoszlávia (1933, 1935), Románia (1933), Olaszország (1934, 1935, 1937), Svájc (1937), Szovjetunió (1962). 1946-1967 között a Budapesti Tudományegyetem ősrégészeti tanszékének vezetője lett. 1968-ban vonult nyugdíjba.

## Munkássága
Az alföldi ősrégészeti kutatások vezetőjeként mentette meg, ásta ki a fontos leletek százait. Az egyetem Régiségtudományi Intézetének régészeti anyagát eltároztatta. A Dolgozatok a Ferenc József Tudományegyetem Régiségtudományi Intézetéből (1937–1944) s a Fontes Rerum Archaeologicarum (I., Bp., 1944) szerkesztője volt. Célja a tervszerű tájkutatás, a rendszeres régészeti ásató és feldolgozó munka. Ő volt az első, aki megszerkesztette és összeállította a magyar régészeti szakirodalom első, teljes bibliográfiáját. Megtervezte az Alföldi Régészeti Kataszteri Intézetet is, de ez a terve a második világháború miatt, csak később, az MTA Régészeti Intézeténél a Magyarország régészeti topográfiája című sorozatban válhatott valósággá. Elkészítette a rézkori péceli kultúra monográfiáját (1956). Idős kora ellenére is tovább ásatott. Szerkesztő bizottsági tagja volt a szegedi Délvidéki Szemle (1940–1944), a budapesti Dissertationes Archaeologicae (1958-1969), s a krakkói Acta Archaeologica Carpathica (1966–1968) című folyóiratoknak.

## Tudományos tisztség
- MTA Régészeti Bizottsági tag (1936-1950; 1952-1961); elnök (1954-1955)
- Union Int. des Sciences Prehistoriques et Protohistoriques állandó tanácsa tag; tiszteletbeli tag (1968)

## Társasági tagság (válogatás)
- Magyar Néprajzi Társulat, alapító tag (1922), választmányi tag (1933-1935; 1955-1958)
- Magyar Régészeti és Művészettörténeti Társulat, tag (1923-); választmányi tag (1927-1950); 1952-1958), tiszteletbeli tag (1958-)
- Magyar Történelmi Társulat
- Magyar Földrajzi Társulat
- Dugonics Társaság (1923-); titkár (1926-1936); elnök (1940-1944)
- Belgrádi Régészeti Társulat levelező tag (1933-)
- Német Birodalmi Régészeti Intézet levelező tag (1935-)
- Angol Prehistorikus Társulat levelező tag (1957-)
- Német Régészeti Intézet rendes tag (1961-)
- Antropologische Gesellschaft in Wien tiszteletbeli tag (1969)

## Művei (válogatás)
- A békési magyarság népi építkezése (1911)
- Szeged közgazdasága; Dugonics-Társaság, Szeged, 1922
- Tarcsai halászok közt; Körösvidék Ny., Békéscsaba, 1923
- A szegedi halászbárka (1925)
- Tűzoltás a XVIII. században; Gruber Ny., Békéscsaba, 1925
- Jelentés a Magyarcsanád-Bökényi próbaásatásokról; Gaál László Ny., Makó, 1926 (Családvármegyei könyvtár)
- Halászat a Fekete-Körös torkolatánál (1926)
- Népvándorláskori sírok Nagykamaráson; Városi Ny., Szeged, 1927 (Csanádvármegyei könyvtár)
- A magyarországi zsugorított temetkezések; Városi Ny., Szeged, 1927
- Az ószentiváni ásatások; Városi Ny., Szeged, 1928 (A Szegedi Alföldkutató Bizottság könyvtára)
- A békési pásztorok élete a XVIII. században (1929)
- Adatok a XVIII. századbeli falusi élethez (1930)
- A kökénydombi neolithkori telep; Városi Ny., Szeged, 1931 (A Szegedi Alföldkutató Bizottság könyvtára)
- A Marosvidék bronzkori zsugorított temetkezéseinek sírmellékletei; Somogyi-könyvtár–Városi Múzeum, Szeged, 1932 (A szegedi Városi Múzeum kiadványai)
- A kopáncsi és kotacparti neolithikus telepek és a tiszai-kultúra 3. periódusa; Városi Ny., Szeged, 1933
- A hódmezővásárhelyi városi múzeum régészeti osztályának első öt éve; Városi Ny., Szeged, 1934 (Csongrádmegyei könyvtár)
- Békés község területének története a honfoglalás koráig; Petőfi Ny., Békés, 1939
- Hódmezővásárhely története a honfoglalás koráig (Szeged, 1940)
- Régészeti kutatások Békés-megyében; Városi Múzeum, Gyula, 1940 (Gyulai dolgozatok)
- A kőkori élet Békés megyében (Gyula, 1941)[3]
- A kökénydombi kőkori oltár; Somogyi Könyvtár, Szeged, 1942 (A szegedi Városi Múzeum kiadványai II.)
- Das Tisza-, Maros-, Kőrös-Gebiet bis zur Entwicklung der Bronzezeit; ArchäologischesInstitut der Horthy-Universität, Szeged, 1942
- Bibliographia Archaeologica Hungarica 1793–1943 (Szeged, 1944)
- A Közép-Dunamedence régészeti bibliográfiája a legrégibb időktől a XI. századig. Jakabffy Imrével (Budapest, 1945)
- Die Péceler Kultur. Arch. Hung. 1956
- Die Ausgrabungen von L. Márton in Tószeg. Társszerzőkkel. Acta Arch. Hung. 1957
- Régi kutatók, új feladatok. A gyulai Múzeum kilencven éve; Békés Megyei Ny., Gyula, 1959 (A gyulai Erkel Ferenc Múzeum kiadványai)
- The neolilithic settlement on the Kremenyák Hill at Csóka. Acta Arch. Hung. 1960
- Márki Sándor emlékezete; Békés Megyei Ny., Gyula, 1961 (A gyulai Erkel Ferenc Múzeum kiadványai)
- A Lehelkürt szolgálatában; Szolnok Megyei Tanács, Szolnok, 1966 (Szolnok megyei múzeumi adattár)
- Szalay Gyula, a Kiskun Múzeum alapítója. 1865. ápr. 28.–1937. febr. 12.; Múz. soksz., Bp., 1966 (Múzeumtörténeti sorozat)
- A békési vár (castrum, castellum, palánk) földrajzi helye. Békési Élet, 1970
- Mittelbronzezeitliche Tell-Siedlung bei Békés; Akadémiai, Bp., 1974 (Fontes archaeologici Hungariae)
- Banner János öt békési tanulmánya; vál., sajtó alá rend. Becsei József; Rózsa Ferenc Gimnázium és Szakközépiskola–Nagyközség Tanácsa, Békéscsaba, 1972 (Bibliotheca Bekesiensis)
- Békés, Kolozsvár, Jászberény, Szeged. Banner János emlékiratai 1945-ig; sajtó alá rend. Jankovich B. Dénes; Békés Megyei Levéltár, Gyula, 1990 (Forráskiadványok a Békés Megyei Levéltárból)
- Apátfalva néprajzi vázlata; József Attila Múzeum, Makó, 1990 (A makói múzeum füzetei)

## Díjak, elismerések
- Munka Érdemrend (1963)
- Munka Érdemrend arany fokozat (1967)
- Rómer Flóris-emlékérem (1958)
- Márki Sándor emlékérem (1970)
- Eötvös Loránd Tudományegyetem aranydiplomája (1964)
- Eötvös Loránd Tudományegyetem gyémántdiplomája (1970)